# Шевчик Василь Іванович
Васи́ль Іва́нович Ше́вчик (1904 , Ямна Долішня, Добромильський повіт, Королівство Галичини та Володимирії, Австро-Угорщина  — невідомо ) — український радянський діяч, сільський коваль, голова сільської ради села Ямна Долішня Добромильського району Дрогобицької області. Депутат Верховної Ради УРСР 1-го скликання (з 1940 року) від Дрогобицької області.

## Біографія
Народився 28 червня 1904 року в бідній селянській родині в селі Ямна Долішня на Бойківщині, тепер неіснуюче село у Польщі. Працював сільським ковалем у селі Ямна Долішня.
Брав активну участь у громадсько-політичній роботі. Був заарештований польською владою за революційну діяльність, вісім місяців провів у в'язниці.
З кінця 1939 до 1941 року — голова сільської ради села Ямна Долішня Добромильського району Дрогобицької області.
24 березня 1940	року обраний депутатом Верховної Ради УРСР 1-го скликання по Добромильському виборчому округу № 316 Дрогобицької області.
Під час німецької окупації мав магазин у містечку Бірча. У 1944 перейшов у підпілля, був господарським референтом Перемиської області ОУН під псевдо «Буряк». 16 вересня 1946 року в рідному селі захоплений поляками важкопораненим у полон, де й помер 24 вересня того ж року.